# Impactos sobre Júpiter

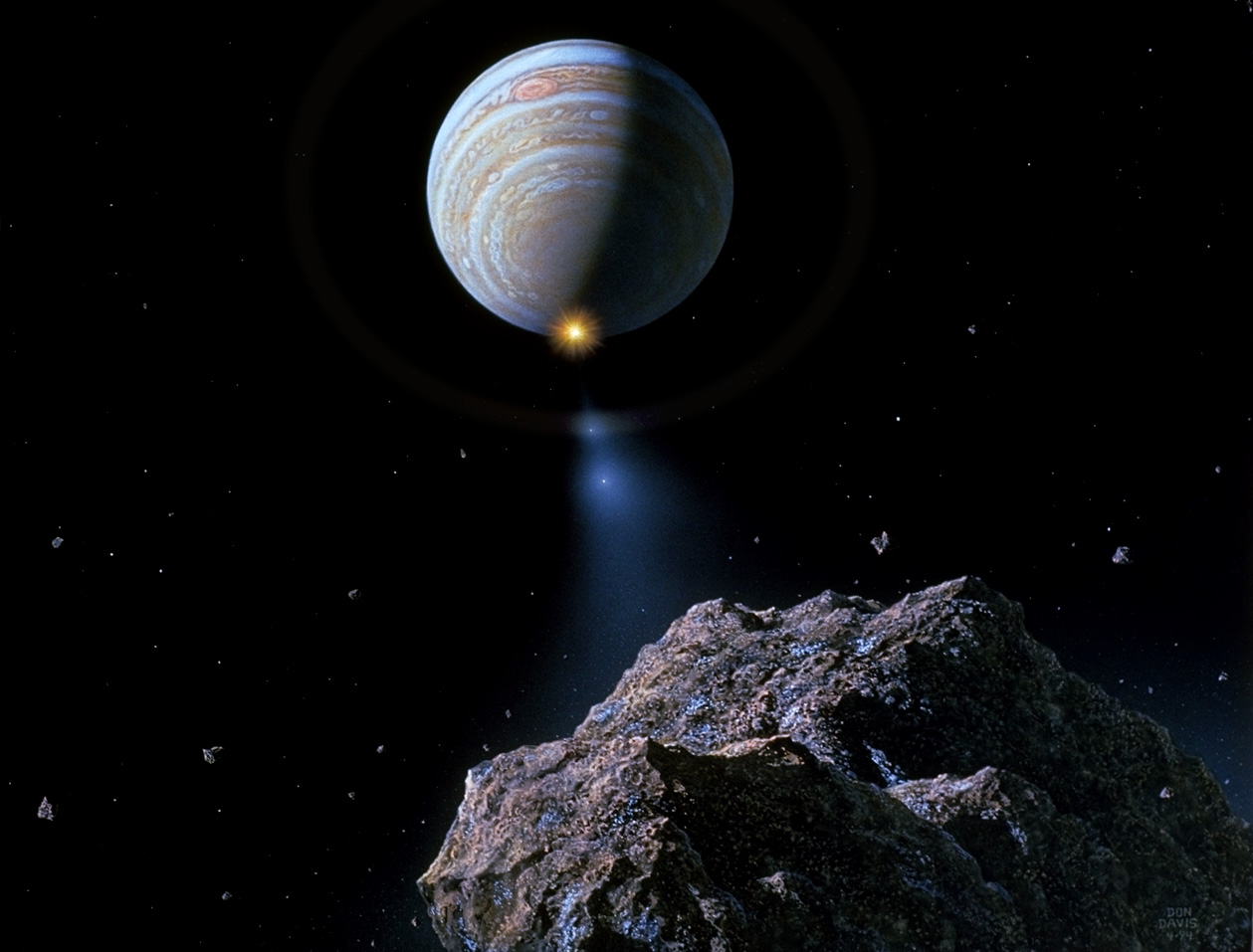
Vista de artista de un fragmento de la cometa Shoemaker-Levy 9 (al primer plan) que se dirige hacia Júpiter (al fondo) mientras que otro viene de percuter esta última (mancha luminosa sobre Júpiter).

Los impactos sobre Júpiter son las colisiones de objetos celestes, asteroides o cometas, con el planeta Júpiter. Desde hace veinte años, varios de estos impactos han podido ser observados, el primero y más espectacular de entre ellos fue el del cometa Shoemaker-Levy 9 en julio de 1994.
Júpiter tiene una masa equivalente a dos veces y media la suma de las masas de los otros planetas del sistema solar juntos, lo que de hecho le hace el segundo objeto de mayor masa de nuestro sistema planetario, después del Sol. De hecho, el Gigante gaseoso posee una gran esfera de influencia gravitacional, de aproximadamente 50 millones de kilómetros de radio (un tercio de Unidad astronómica), que le permite capturar gran número de objetos que pasan en su proximidad. La proximidad del Sistema solar interior, y en particular del Cinturón de asteroides, refuerza igualmente la influencia del planeta gigante sobre los objetos que forman parte él y favorece las capturas del planeta.
La mayoría de los objetos siguen, una vez capturados, una órbita fuertemente elíptica en torno a Júpiter. Estas órbitas son generalmente inestables y permanecen fuertemente influidas por el Sol en particular cuando el objeto se encuentra en su Apoápside, es decir en el punto más alejado de Júpiter. Ciertos de estos objetos vuelven a una Órbita heliocéntrica después de varias revoluciones en torno al planeta, pero otros acaban por impactando sobre este último o, más raramente, sobre uno de sus satélites,.
Se creía que estas características tendían a favorecer la expulsión fuera del sistema solar o la captura por parte del Gigante gaseoso de la mayoría de los objetos que orbitan en su vecindad y, por consiguiente, conducían a una reducción del número de objetos potencialmente peligrosos para la Tierra. Estudios dinámicos recientes han mostrado que, en realidad, la situación es más compleja: la presencia de Júpiter tiende efectivamente a reducir la frecuencia de los impactos sobre la Tierra de objetos de la nube de Oort, pero tiende a aumentar la de los Asteroides y de los cometas de corto periodo.
Júpiter es el planeta del sistema solar caracterizado por la más alta frecuencia de impactos, el planeta es impactado varias veces al año por objetos de más de 10 metros de diámetro.

## Elementos generales

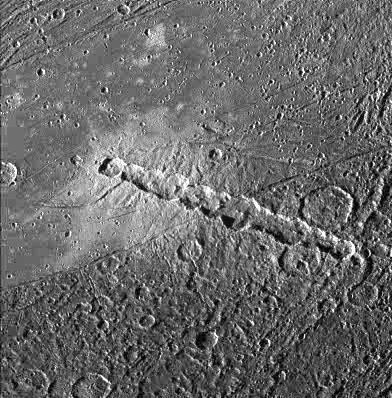
Catena de cráters (Enki Catena) sobre Ganímedes, probablemente creada como consecuencia de la colisión de los fragmentos de un cometa sobre la superficie del satélite jovien. La imagen cubre una zona de aproximadamente 190 kilomètres kilómetros de lado.

Como Gigante gaseoso, Júpiter no posee superficie sólida visible : la corteza más baja de su atmósfera, la Troposfera, se funde progresivamente en las cortezas internas del planeta. Un elemento de su aspecto exterior generalmente considerado como característico del planeta es la alternancia de sus zonas (claras) y bandas (sombrías).
El impacto de un cometa o de un asteroide engendra fenómenos más o menos importantes en función del tamaño del impactante, que son de naturaleza transitoria y que quedan enmascarados progresivamente por la acción de los vientos. Es pues imposible obtener informaciones sobre los impactos que se han producido si estos acontecimientos no son observados en directo o casi inmediatamente después.
La superficie llena de cráteres de los satélites galileanos proporciona información sobre las épocas más antiguas. En particular, el descubrimiento (en el marco de las misiones Voyager) de trece canales de cráteres sobre Callisto y de tres más sobre Ganímedes así como los impactos seguidos en directo del cometa Shoemaker-Levy 9, constituyen pruebas sólidas de que ciertos cometas se han fragmentado y han entrado en colisión con Júpiter y sus lunas en tiempos antiguos. Efectivamente, mientras que las catenas de cráteres observadas sobre la Luna se irradian a menudo a partir de un cráter principal y parecen para en la mayoría de los casos creadas por las recaídas de las eyecciones de la colisión primaria, aquellas presentas sobre las lunas jovianas no están relacionadas con un cráter principal y es pues probable que hayan sido creadas por el impacto de una serie de fragmentos de cometas.

## Frecuencia de los impactos
Los pequeños cuerpos celestes entran frecuentemente en colisión con Júpiter. Analizando los cráters de impacto presentes sobre la Luna, la cual conserva intactos estos rastros de colisiones, se ha podido determinar que la frecuencia de impacto decrece proporcionalmente al cubo del diámetro del cráter resultante del impacto, siendo generalmente el diamètro del cráter proporcional al tamaño del cuerpo celeste que lo ha originado.
Una publicación de 2003 estima que un cometa de un diámetro de 1,5 km (o más) impacta con Júpiter cada 90 a 500 años. Los estudios de 2009 sugieren que Júpiter es impactado por un objeto de 0,5 a 1 kilómetro cada 50 a 350 años. Para los objetos más pequeños, los diferentes modelos producidos por los astrónomos divergen, se predicen de 1 a 100 colisiones con un astéroïde de aproximadamente 10 metros de diámetro por año ; a título de comparación, tal colisión se produce sobre Tierra de promedio una vez cada diez años. Como se ha dicho antes, los impactos de objetos de tamaño más pequeño se producirían con una mayor frecuencia.

## Historia
Los primeros testimonios de impactos sobre Júpiter remontan al decimoséptimo siglo : el astrónomo amateur japonés Isshi Tabe ha descubierto en los papeles de observaciones de Jean-Dominique Cassini ciertos dibujos que representan una mancha sombría que apareció sobre Júpiter el 5 de diciembre de 1690 y cuya evolución fue seguida durante 18 días ; puede ser por lo tanto, que un impacto sobre el planeta gigante hubiera sido observado antes del ocasionado por el cometa Shoemaker-Levy 9.
Un nuevo impacto de meteorito sobre Júpiter ha sido tal vez observado por Voyager 1 en 1979, cuando la sonda ha grabado un estallido de luz en la atmósfera del planeta,
Gracias a la mejora de los medios de detección, al menos siete impactos han sido formalmente detectados, directamente o indirectamente, desde el comienzo de los años 1990, aunque seguramente, se hayan producido gran cantidad de impactos no detectados .
Por orden cronológico :
- los impactos del 16 al 22 de julio de 1994 con los fragmentos de la cometa Shoemaker-Levy 9 ;
- el impacto del 19 de julio de 2009, detectado solo por la mancha negra que el impacto ha dejado en la atmósfera de Júpiter ;
- el impacto del 3 de junio de 2010, detectado por un estallido en la atmósfera de Júpiter ;
- el impacto del 20 de agosto de 2010, detectado de la mismo modo que el precedente ;
- el impacto del 10 de septiembre[18] de 2012, detectado igualmente por el estallido que ha producido;[19]
- el impacto del 17 de marzo de 2016, detectado del mismo modo.

### Impacto de 1994
En julio de 1994 el Cometa Shoemaker-Levy 9 se fragmentó y colisionó con Júpiter, resultando en una serie de impactos. Este incidente había sido pronosticado por adelantado.

### Impacto de 2009

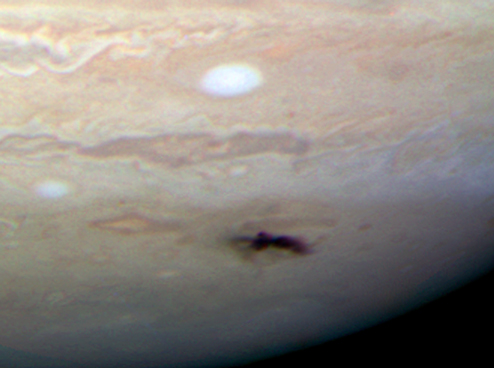
Imagen del Hubble del Impacto astronómico en Júpiter de 2009 23 de julio de 2009, mostrando una mácula de aproximadamente unos 8,000 kilómetros de diámetro.

El 19 de julio de 2009 se observó un impacto, que causó un punto negro en la atmósfera de Júpiter. Este evento inesperado fue reportado por primera vez por Anthony Wesley, que también había observado por primera vez el evento de 2010. El impacto de 2009 fue estudiado por el Telescopio espacial Hubble de la NASA, y el estudio sugiere que el incidente observado fue un impacto de un asteroide de unos 500 metros de ancho.

### Impacto de 2012
El 10 de septiembre de 2012 a las 11:35 UT el astrónomo aficionado Dan Petersen detectó visualmente una bola de fuego en Júpiter que duró de 1 a 2 segundos utilizando un Meade de 12 "LX200 George Hall había estado grabando Júpiter con una cámara web en su Meade de 12."; al conocer la noticia Hall comprobó el vídeo para ver si había capturado el impacto. Hall de hecho había capturado a un clip 4-segundo del impacto y publicó el video. La posición estimada del impacto registrado en el sistema fue: longitud = 345º y latitud = 2º. El Dr. Michael H. Wong estimó que la bola de fuego fue creada por un meteorito de unos 10 metros de diámetro. Varias colisiones de este tamaño pueden ocurrir anualmente en Júpiter. El impacto de 2012 fue el quinto impacto observado en Júpiter, y el cuarto impacto en Júpiter observado entre 2009 y 2012. Fue bastante similar al estallido observado el 20 de agosto de 2010.

### Impacto de 2016
El 17 de marzo de 2016 el impacto de una bola de fuego en el limbo de Júpiter fue observado y grabado por Gerrit Kernbauer (Moedling, Austria), con un telescopio de 8 "(operado a f/15). Esta observación fue confirmada más tarde por una observación independiente por parte del aficionado John McKeon.